# Chris Pontius

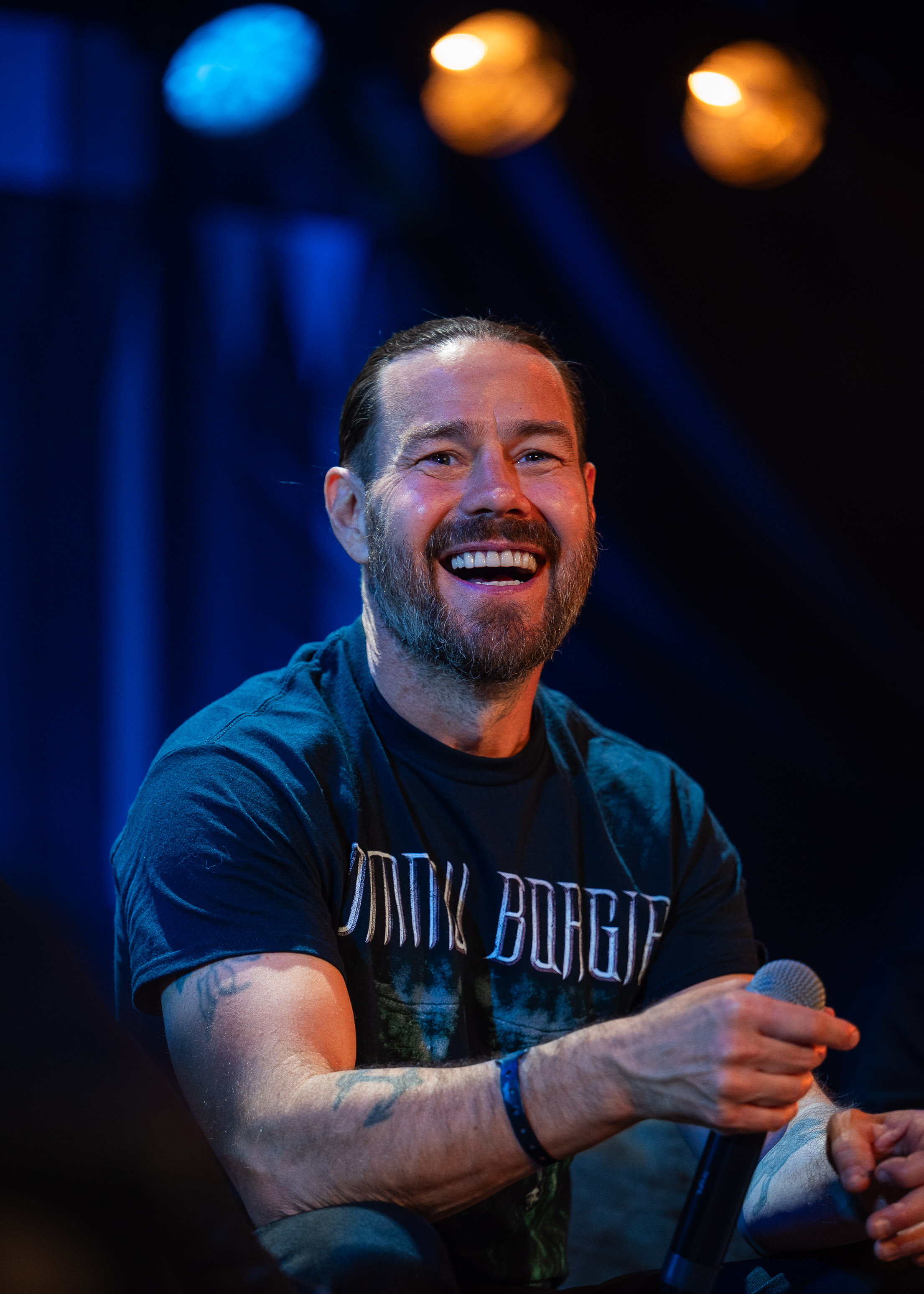
Chris Pontius (2025)

Chris Pontius (även kallad Party-Boy), född 16 juli 1974 i Pasadena, Kalifornien, är en amerikansk underhållare. Chris har medverkat i MTV serien Jackass. Party-Boy är ett skämt som går ut på att Chris Pontius tar av sig kläderna i olika butiker och stripteasar för butiksägarna till musik som spelas från affärens musikanläggning. 
Efter Jackass gjorde han och Steve-O en egen serie om djur, kallad Wildboyz.
Han utövar även stunts som Chief Roberts, utklädd till indian, Bunny Lifeguard, iklädd kaninöron, och Night Monkey, iklädd apkostym.